# Jeff Beck Group (album)
Albums de The Jeff Beck Group
Rough and Ready
(1971)
Jeff Beck Group est le quatrième et dernier album du Jeff Beck Group. Il est sorti en 1972 sur le label Epic Records.

## Histoire
Jeff Beck Group est le deuxième album enregistré par la deuxième incarnation du Jeff Beck Group. Le guitariste Jeff Beck est entouré du bassiste Clive Chaman (en), du batteur Cozy Powell, du claviériste Max Middleton (en) et du chanteur Bobby Tench. L'album est enregistré aux États-Unis, dans les studios TMI de Memphis, et produit par Steve Cropper, le guitariste de Booker T. and the M.G.'s.
Le groupe se sépare peu après la sortie de l'album. Jeff Beck part fonder le supergroupe Beck, Bogert and Appice avec Tim Bogert et Carmine Appice.

## Fiche technique

### Chansons
| 1. | Ice Cream Cakes                           | Jeff Beck                                             | 5:40 |
| 2. | Glad All Over                             | Aaron Schroeder, Sid Tepper (en), Jeff Beck           | 2:58 |
| 3. | Tonight I'll Be Staying Here with You     | Bob Dylan                                             | 4:59 |
| 4. | Sugar Cane                                | Jeff Beck, Steve Cropper                              | 4:07 |
| 5. | I Can't Give Back the Love I Feel for You | Valerie Simpson, Nickolas Ashford, Brian Holland (en) | 2:42 |

| 6. | Going Down           | Don Nix (en)                                                  | 6:51 |
| 7. | I Got to Have a Song | Stevie Wonder, Don Hunter, Lula Mae Hardaway, Paul Riser (en) | 3:26 |
| 8. | Highways             | Jeff Beck                                                     | 4:41 |
| 9. | Definitely Maybe     | Jeff Beck                                                     | 5:02 |

### Musiciens
- Jeff Beck : guitare
- Bobby Tench : chant
- Max Middleton (en) : claviers
- Clive Chaman (en) : basse
- Cozy Powell : batterie